# Bubble Baba Challenge

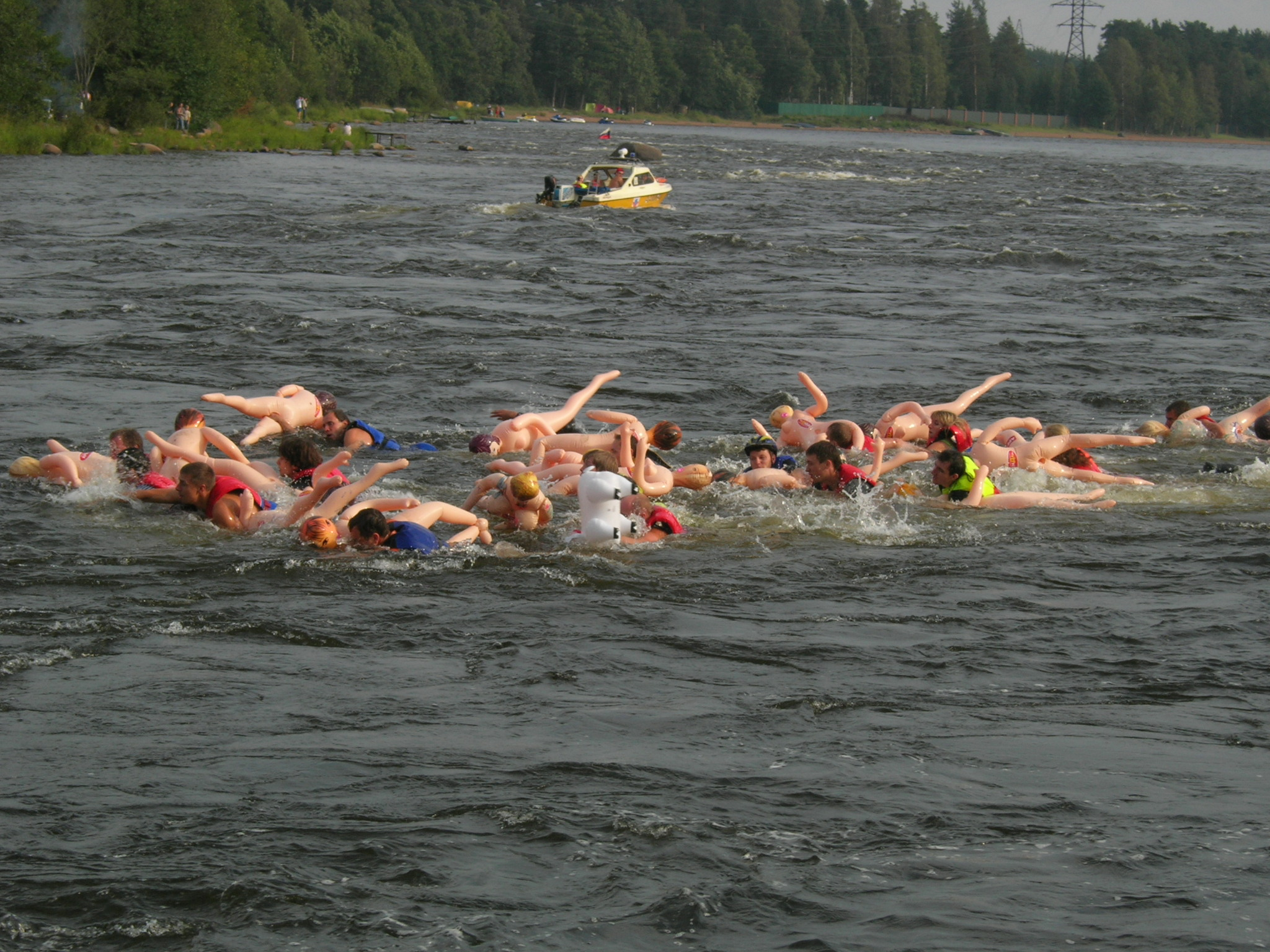
2007 Bubble Baba Challenge

Bubble Baba Challenge — заплыв с целью пропаганды здорового образа жизни, проводимый на Лосевских порогах реки Вуоксы в Ленинградской области, в котором участники соревнуются, используя секс-кукол в качестве плавучих средств. Bubble Baba Challenge начался в 2003 году и проводится каждый год. В 2011 году в гонке приняли участие около 800 человек, но в 2012 году она была запрещена властями из-за «опасно высокого уровня воды» вследствие работ по ремонту дорог и железнодорожных мостов ниже по течению. Организаторы оспорили запрет, заявив, что он был введён лишь в рамках общенациональной кампании по пресечению массовых собраний (они уверяли, что, зная о проблемах, всё же разработали безопасный маршрут).
К участию допускаются участники обоих полов, но они должны быть старше 16 лет и пройти обязательную проверку на трезвость. К участию допускались надувные мужчины, женщины или любое подобное «плавсредство» из категории товаров для взрослых.
Мероприятие возобновлено в 2021 году. В сентябре 2023 года на одного из организаторов за публикации фотографий с мероприятия и новостей о проведении соревнований составили протокол о распространении сведений, выражающих неуважение к обществу (мелкое хулиганство, часть 3 статьи 20.1 КоАП); в 2024 году из-за подобного давления властей заплыв был отменён, хотя судебное разбирательство окончилось возвращением в отдел для уточнения деталей.

## Примечание
1. 1 2  В Лосево запретили ежегодный заплыв на резиновых женщинах (20 августа 2012). Дата обращения: 23 ноября 2024.
2. 1 2 3  Officials Ban River Race With Sex Dolls. The Moscow Times (21 августа 2012). Дата обращения: 16 сентября 2013. Архивировано 4 марта 2016 года.
3. 1 2 3  Gayathri, Amrutha. Bubble Baba Challenge: Bizarre Shots of the Annual Sex Doll Race of Russia. International Business Times (10 августа 2011). Дата обращения: 16 сентября 2013. Архивировано 18 марта 2017 года.
4. ↑  В поселке Лосево прошел Bubble Baba Challenge — заплыв на резиновых куклах (13 августа 2023). Дата обращения: 23 ноября 2024.
5. ↑  В Ленинградской области из‑за давления властей отменили заплыв на секс‑куклах Bubble Baba Challenge, проводившийся с 2003 года (12 июня 2024). Дата обращения: 23 ноября 2024.
6. ↑  Полиция не одобряет надувных женщин в воде — в Ленобласти отменили сплав «Bubble Baba Challenge» (12 июня 2024). Дата обращения: 23 ноября 2024. Архивировано 3 декабря 2024 года.